# Casa de Oldenburg

Casa de Oldenburg este o casă regală europeană de origine germană. Aceasta este una dintre cele mai influente case ale Europei, cu ramuri care au condus Danemarca, Rusia, Grecia, Norvegia, Schleswig, Holstein, Oldenburg și Suedia. Actuala regină a Danemarcei, regele Norvegiei și fostul rege al Greciei, precum și consoartele Spaniei, Greciei și Marii Britanii fac parte din această casă.
Aceasta a crescut în importanță atunci când Contele Cristian I de Oldenburg a fost ales rege al Danemarcei în 1448 și al Norvegiei în 1450. Casa a ocupat tronul danez încă de atunci.

## Istoria
Căsătoriile conților medievali de Oldenburg au pavat calea pentru moștenitorii lor, pentru a deveni regi în diferite regate scandinave. Prin căsătoriile cu un descendent al Regelui Valdemar I al Suediei și regelui Eric al IV-lea al Danemarcei, a fost creată o cerere la tronul Suediei și Danemarcei în 1350.
La acel moment, concurenții săi au fost succesorii Margaretei I a Danemarcei. În secolul al XV-lea, moștenitorul Oldenburg care era pretendent s-a căsătorit cu Hedwica de Schauenburg, un descendent al Eufemiei din Suedia și Norvegia, și de asemenea, un descendent al lui Eric al V-lea al Danemarcei. Din moment ce descendenții care s-au situat mai bine în topurile genealogice au murit, fiul lor Cristian Oldenburg, a devenit regele celor trei regate din întreaga Uniune Kalmar. Casa de Mecklenburg a fost concurentul principal la tronurile din nord, precum și a altor rânduri cum ar fi Ducatul de Lauenburg. Diferite ramuri Oldenburgine au domnit în mai multe țări. Casa de Oldenburgine a pretins pentru scurt timp tronurile din Anglia și Scoția, prin căsătoria prințesei Anna de Stuart cu prințul George al Danemarcei și Norvegiei. Cu toate acestea, după moartea timpurie a unicului lor moștenitor, Prințul William, Duce de Gloucester, linia de succesiune a trecut la Casa de Hanovra.

## Linia principală
- Regi ai Danemarcei (1448 - 1863)
- Regi ai Norvegiei (1450–1814)
- Regi ai Suediei (1457–64, 1497–1501 si 1520–21)
- Conți, Duci și Mari Duci de Oldenburg (1101–1918)
- Duci de Schleswig și Conti de Holstein (1460–1544)
- Duci de Schleswig și Holstein conducând doar o parte din ducate (1544–1721/1773)
- Duci de Schleswig (1721–1864) (au condus întregul ducat)
- Duci de Holstein (1773–1864) (au condus întregul ducat)

## Regii Casei de Oldenburg

### Cristian I al Danemarcei

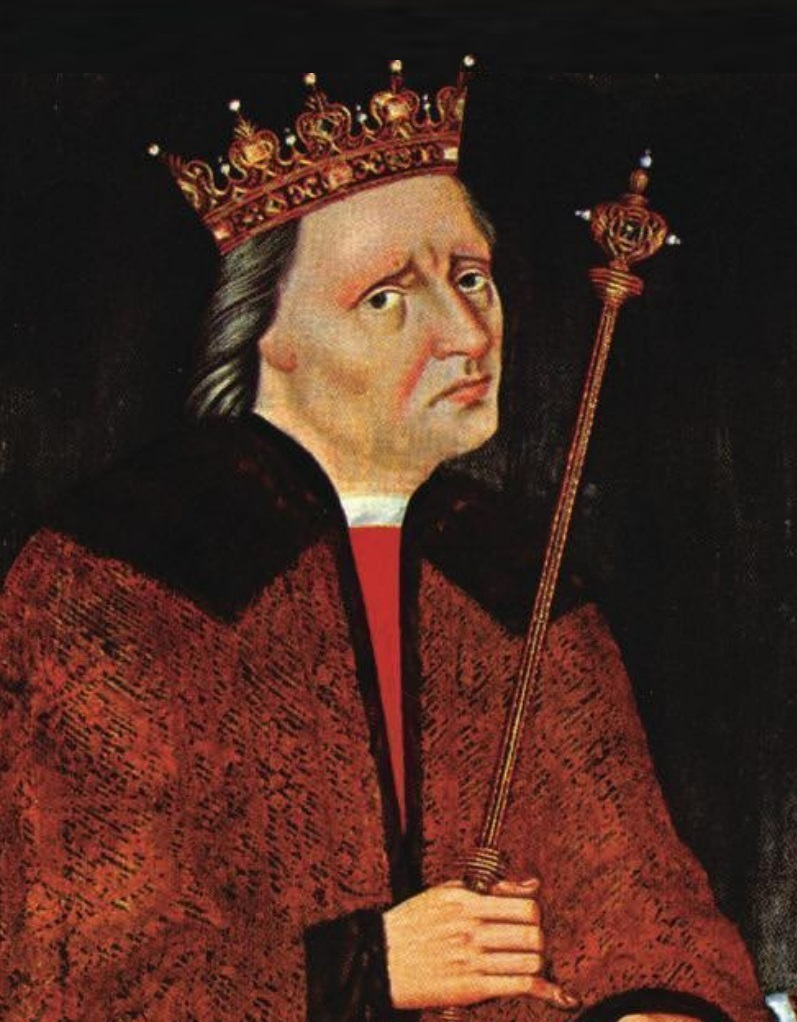

Între timp, Suedia l-a ales pe 20 iunie 1448 pe Carol Knutsson ca rege. Norvegia s-a confruntat cu o alegere între o uniune cu Suedia sau Danemarca, sau alegerea unui rege separat. A doua opțiune a fost eliminată rapid, izbucnind o luptă pentru putere între susținătorii lui Cristian al Danemarcei și ai lui Carol al Suediei. Consiliul Norvegian de la Realm a fost împărțit. În februarie 1449, o parte a Consiliului s-a declarat în favoarea lui Carol ca rege, dar la 15 iunie în același an, un alt grup de consilieri a adus un omagiu lui Cristian. Pe 20 noiembrie, Carol a fost încoronat ca rege al Norvegiei în Trondheim. Cu toate acestea, nobilimea suedeză a luat măsuri pentru a evita un război cu Danemarca. În iunie 1450, Consiliul suedez l-a forțat pe Carol să renunțe la cererea sa în Norvegia pentru regele Cristian. Problema succesiunii norvegiene a fost decisă între Danemarca și Suedia, precum și de Consiliul norvegian rămas cu un singur candidat pentru tron. În vara anului 1450, Cristian a navigat în Norvegia cu o flotă mare și la 2 august a fost încoronat regele Norvegiei în Trondheim. La 29 august, a fost semnat un tratat de uniune între Danemarca și Norvegia în Bergen. 
Norvegia avusese mereu o monarhie ereditară veche, însă acest lucru devenea din ce în ce mai puțin o realitate, de vreme ce la ultimele succesiuni regale, cererile ereditare au fost ocolite din motive politice. Acum fusese declarat în mod explicit ca atât în Norvegia, cât și în Danemarca, să existe monarhie electivă. Tratatul prevedea ca Danemarca și Norvegia să aibă același rege și să fie ales dintre fiii legitimi ai regelui anterior, în cazul în care acesta avusese.
Carol a devenit tot mai nepopular în calitatea sa de rege al Suediei și a fost exilat în 1457. Cristian își atinsese scopul de a fi ales rege al Suediei, restabilind Uniune de la Kalmar. El a primit puterea suedeză temporar de la Arhiepiscopul  Jöns Bengtsson Oxenstierna și de la Eric Axelsson Tott. Cu toate acestea, Suedia fiind volatilă și împărțită pe fracțiuni, domnia sa a luat sfârșit în 1464, când episcopul Kettil Karlsson Vasa a fost instalat ca regent. Carol a fost rechemat ca rege al Suediei, deși avea să fie exilat pentru a doua oară și rechemat din nou, murind în timpul celui de-al treilea mandat ca rege. Încercarea finală a lui Cristian de a recâștiga Suedia s-a încheiat cu un eșec militar la Brunkeberg, în octombrie 1471, unde a fost învins de regentul suedez Sten Sture cel Bătrân, care a fost susținut de clanul nobil danezo-suedez Thott. Cristian și-a menținut cererile ca reget suedez până la moartea sa în 1481.

### Ioan I al Danemarcei

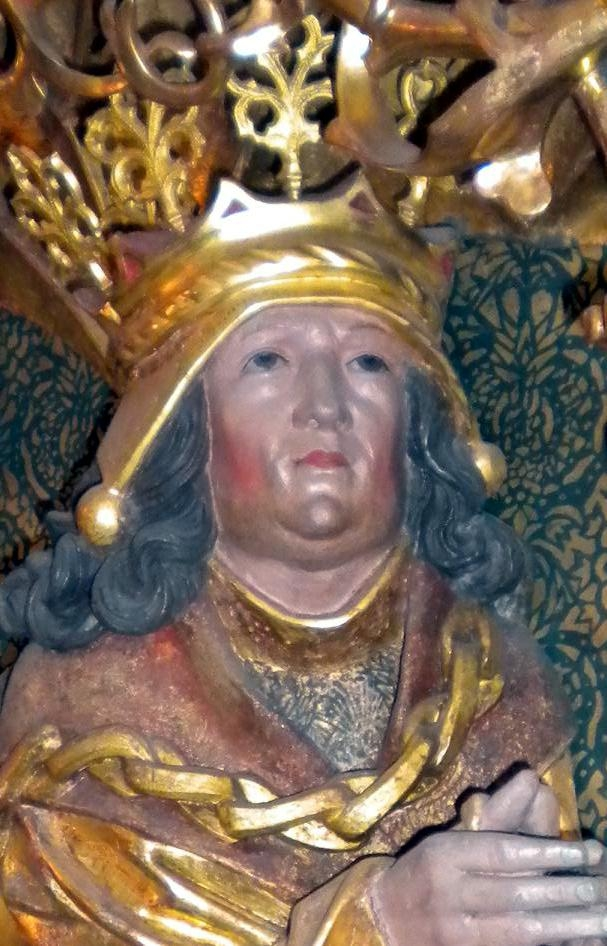

În primii ani ai domniei sale el a efectuat o politică de echilibrare. Prin mijloace diplomatice, el a încercat să slăbească poziția regentului suedez Sten Sture, și a căutat noi aliați. A fost primul rege danez care a stabilie o cooperare politică cu Rusia. 
Politicile interne ale lui Ioan au fost marcate de sprijinul economic de la negustorii danezi și prin utilizarea pe scară largă a funcționarilor și chiar a consilierilor, lucru care a înfuriat nobilii. Cel mai important dintre inițiativele sale a fost instituirea marinei daneze permanente, fapt care a ajuns să joace un rol mai târziu.
Pe 6 octomrbie 1467, Ioan a cucerit Suedia, în timpul unei campanii militare scurte și eficiente, învingându-l pe Sten Sture în bătălia de la Rotebro, după ce a subestimat poziția sa de a câștiga peste cea mai mare parte a nobilimii suedeze. Sten s-a predat regelui în Stockholm și s-a împăcat cu el. Ioan a fost încoronat ca rege al Suediei iar lui Sten i s-a oferit cea mai înaltă poziție de autoritate din Suedia.
La acea vreme și parțial pentru posteritate, Ioan a apărut de multe ori ca un rege de rând, considerându-se un om simplu și veste. În spatele acestui caracter, el pare să fi fost un realist și un politician zelos și calculat. În multe feluri, el este considerat a fi paralel cu Ludovic al XI-lea al Franței și Henric al VII-lea al Angliei.

### Cristian al II-lea al Danemarcei

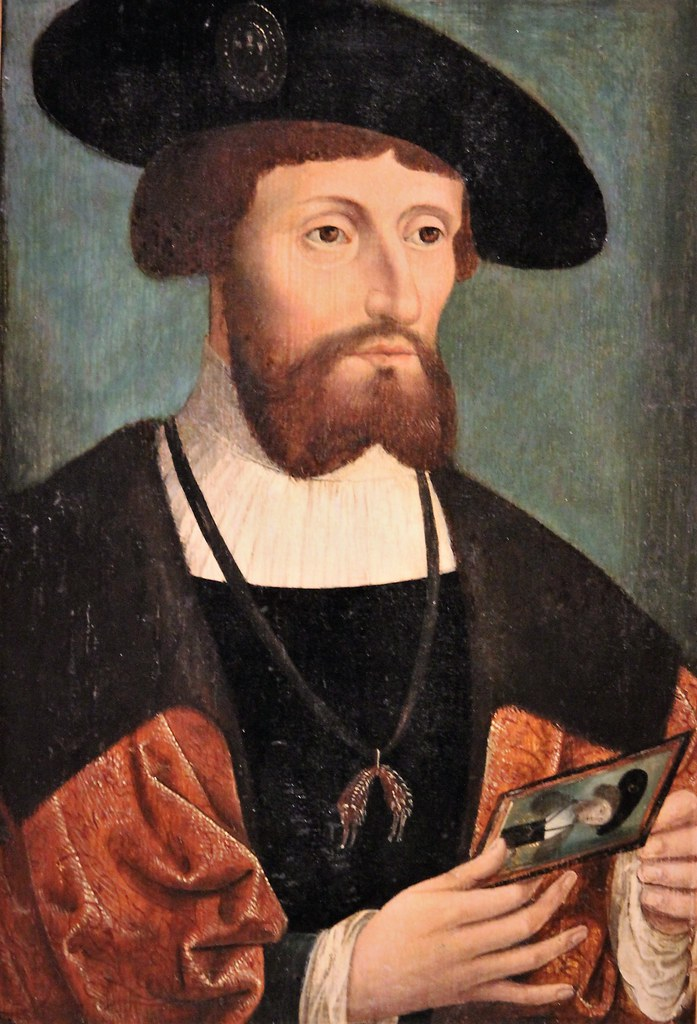

În timpul domniei sale, Christian s-a concentrat pe încercarea de a menține un control al Suediei în timp ce încerca o concentare a puterii în mâinile monarhului, în detrimentul atât al clerului cât și al nobilimii. Pentru această încercare, el a sprijinit crearea unei clase puternice a burgheziei.
Christian a luat parte la cucerirea tatălui său a Suediei în 1497 și la luptele din 1501 atunci când Suedia s-a revoltat. Hans a fost numit vicerege al Norvegiei (1506-1512) și a reușit să mențină controlul asupra acestei țări. În timpul administrației lui dure din Norvegia a încercat să priveze nobilimea norvegiană de influența tradițională exercitată prin intermediul Consiliului de stat (Rigsraad), lucru care a condus la controverse.
O particularitate, mai mult fatală pentru el, a fost gustul său pentru oamenii obișnuiți, care a crescut odată cu pasiunea lui pentru o fată norvegiană numită Dyveke Sigbritsdatter, care a devenit amanta lui, în 1507 sau 1509.
Succesiunea lui Christian pe tron a fost confirmată de Herredag sau ansamblul de notabili din cele trei regate de nord, care s-a reunit la Copenhaga în 1513. Nobilii și clerul din toate cele trei regate au privit cu îndoieli grave un conducător care a demonstrat deja în Norvegia, că nu se teme să-și aplice autoritatea la marginile ei extreme.

### Frederic I al Danemarcei

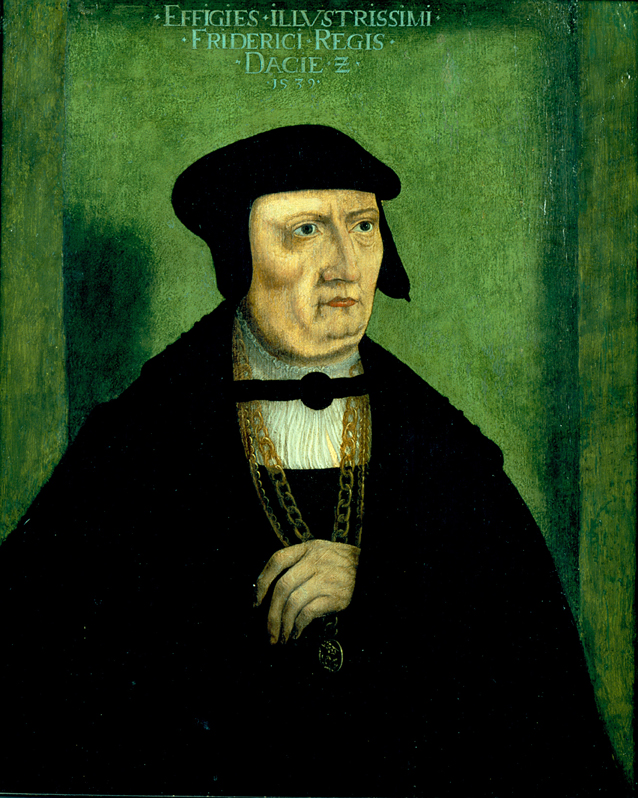

În 1523 Kristianssen I, fiul său, numit Rege peste regatul Danemarca, Norvegia și cel suedez sub împrejurarea unei curți neloiale a fost silit să abdice, motiv pentru regele 'Frederic I' ca să ia pentru sine tronul. După numirea sa ca rege, tronul s-a mutat în cetatea Gottorf, actualul oraș Schleswig din landul Schleswig-Holstein (din Germania).
După înlăturarea în siguranță a fiului său cu un an în urmă, Frederic I se confruntă în 1524 cu o serie de revolte ale țărănimii în regiunile Jutlandul de Sud și landul Skana (din Suedia) care voia reîntoarcerea lui Kristianssen I pe tron. Intrigile mereu crescânde îl forțează pe Severin Norby (n. 147_ - d. 1530), duce de Von Gotland să invadeze regiunea Blekinge într-o încercare de a se schimba oridinea dela cetatea de Scaun din ținutul Gottorf. Adunând țăranii din regiunea guvernată, el va ataca castelul Karnan din Helsingborg. Armata lui Frederik concentrată în ținutul Scania respinge cu eficiență gloata de 8000 de tărani adusă de Soren, iar generalul Johannis Rantau îl învinge la bătălia dela Lund din aprilie 1525. În urma bătăliei, răsculații au dat bir cu fugiții; au pierit însă și nevinovații care s-au găsit în calea lor. Metoda aceasta de a presăra moarte în cale și de a folosi scutul uman a fost practicată și în Europa de Est și Asia de către Imperiul Otoman, procedeu ce ni-l descrie și Mihai Eminescu.
Se știe că Frederic, desi nu scrie daneza, acesta a încurajat publicarea primei Biblii în limba daneză, lucru făcut pentru a împăca taberele religioase ale ordinului luteran și ordinului catolic și a putea să îi controleze printr-o singură biserică (1525).
Începând cu 1427 Frederic autorizează închiderea unor biserici franciscane și moare la 10 aprilie 1533, trupul fiindu-i înhumat la catedrala din Schleswig.

### Christian al III-lea al Danemarcei

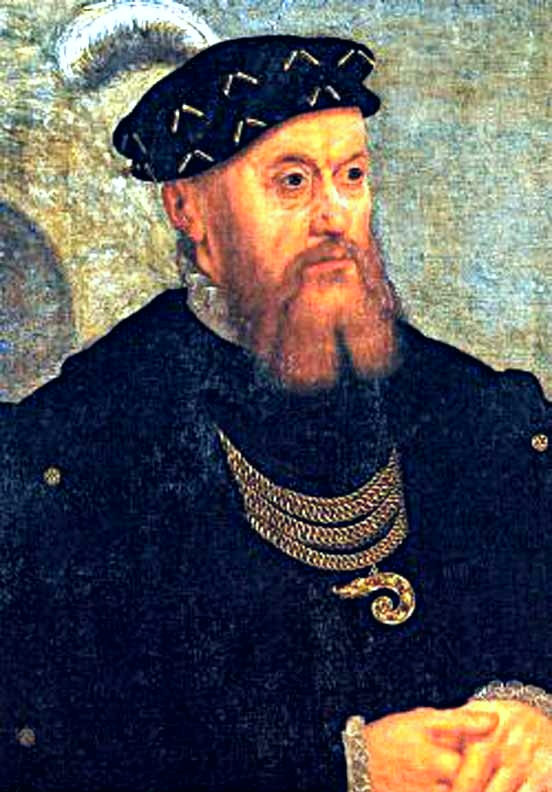

După moartea tatălui său în 1533, Cristian a fost proclamat rege la o adunare din Rye, în 1534. Consiliul de Stat danez, dominat de episcopii catolici și de nobili, au refuzat să-l accepte pe Ducele Cristian ca rege și au apelat la contele Christopher din Oldenburg, în scopul de a-l restabili pe Cristian al II-lea la tronul danez. În opoziție cu regele Cristian al III-lea, Contele Christopher a fost proclamat regent la Adunarea Ringsted și la Adunarea Skåne la St. Liber Hill de la Catedrala Lund.
Rezultatul a dus la un război civil timp de doi ani, cunoscut sub numele de Feuda Contelui, între forțele protestante și catolici, război pe care Cristian al III-lea l-a câștigat și a ocupat tronul Danemarcei, iar forțele catolice din Danemarca au fost supuse.
Pericolele care îl amenințau pe Cristian din partea împăratului Carol al V-lea și ale altor rude ale întemințatului Cristian al II-lea, l-a convins de necesitatea de a reduce numulțumirea în țară, bazându-se pe magnații danezi și pe nobili.
La Herredag de la Copenhaga, 1542, noua nobilime care a îmbogățit din nou Danemarca au votat pentru Cristian, oferindu-i o parte din bunurile lor pentru a achita datoriile grele pe care le avea în Holsatians și către alți germani.  
Pivotul politicii externe a lui Cristian a fost alianța sa cu prinții protestanți germani, fiind o contragreutate la ostilitatea persistentă a lui Carol al V-lea, care era determinat să susțină pretențiile ereditare ale nepoatei sale, fiica lui Cristian al II-lea, la regatele scandinave. Războiul a fost declarat împotriva lui Carol al V-lea în 1542 și cu toate că prinții protestanți germani s-au dovedit a fi aliați necredincioși, închiderea transportului olandez s-a dovedit a fi o armă eficace în mâna regelui Cristian, astfel încât Olanda l-a determinat pe Carol să facă pace cu Danemarca în Speyer, pe 23 mai 1544.

### Frederic al II-lea al Danemarcei

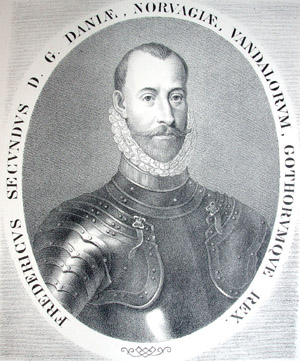

Conflictul dominant al domniei sale a fost războiul scandinav de șapte ani din 1563 până în 1570 în care el a încercat în zadar să cucerească Suedia, care era condusă de vărul său, regele nebun Eric al XIV-lea. A fost un război extrem de costisitor, un război de uzură, în care unele zone din Scania au fost devastate de suedezi iar Norvegia a pierdut aproape tot. În timpul războiului, regele a condus personal armata pe câmpul de luptă, dar fără mari rezultate iar conflictul a deteriorat relația sa cu consilierii.
Cu toate acestea, tulburările interne din Suedia și preluarea administrării daneze de capabilul ministru de finanțe Peder Oxe a stabilizat situația. Războiul s-a încheiat printr-un status quo care a permis Danemarcei să obțină pacea. Frederic al II-lea a semnat Tratatul de pace de la Stettin (1570), care nu a adus decât slabe avantaje Danemarcei însă a arătat limitele puterii militare daneze.
După război Frederick a menținut pacea fără să renunțe la încercarea sa de a-și extinde prestigiul în domeniul naval. Politica sa externă a fost susținută moral de puterile protestante. În acel timp fiind celibatar a curtat-o pe Elisabeta I a Angliei, o inițiativă care i-a adus Ordinul cavaleresc al Jartierei (1578). Consilieri cu experiență ca Peder Oxe, Niels Kaas, Arild Huitfeldt și Christoffer Valkendorff au avut grijă de administrarea internă.

### Christian al IV-lea al Danemarcei

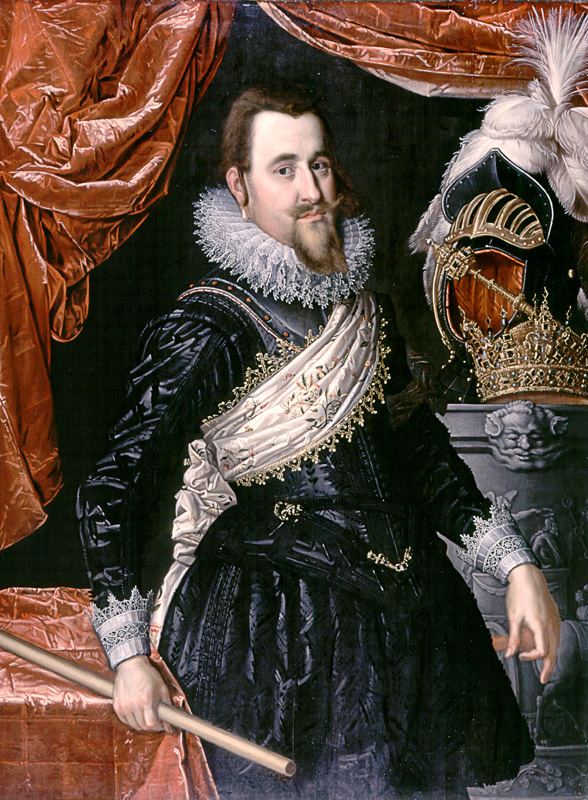

A accedat la tron la vârsta de 11 ani, la moartea tatălui său la 4 aprilie 1588. În timpul minoratului său, cancelarul Niels Kaas și Rigsraadet (Consiliul de Stat) au deținut puterea. A primit o educație bună și a fost un student încăpățânat și talentat Gads Historieleksikon", 3rd edition, 2006.
Se crede că regele a avut 26 de copii, atât legitimi cât și nelegitimi. Este frecvent amintit ca unul dintre cei mai remarcabili regi danezi, care au inițiat numeroase reforme și proiecte și care a domnit aproape șaizeci de ani.
În cursul anului 1628, a descoperit o intrigă scandaloasă a soției sale, Kirsten Munk, cu unul dintre ofițerii săi germani. În ianuarie 1630 ruptura a devenit definitivă și Kirsten s-a retras la moșia ei din Jutland. Între timp, Christian a recunoscut relația cu Vibeke Kruse, o slujnică dată afară de Kirsten Munk, iar ea i-a născut o familie numeroasă. Copiii lui Vibeke erau inamicii copiilor lui Kirsten Munk, iar ura dintre cele două familii n-a fost fără influență asupra istoriei viitoare a Danemarcei.

### Frederic al III-lea al Danemarcei

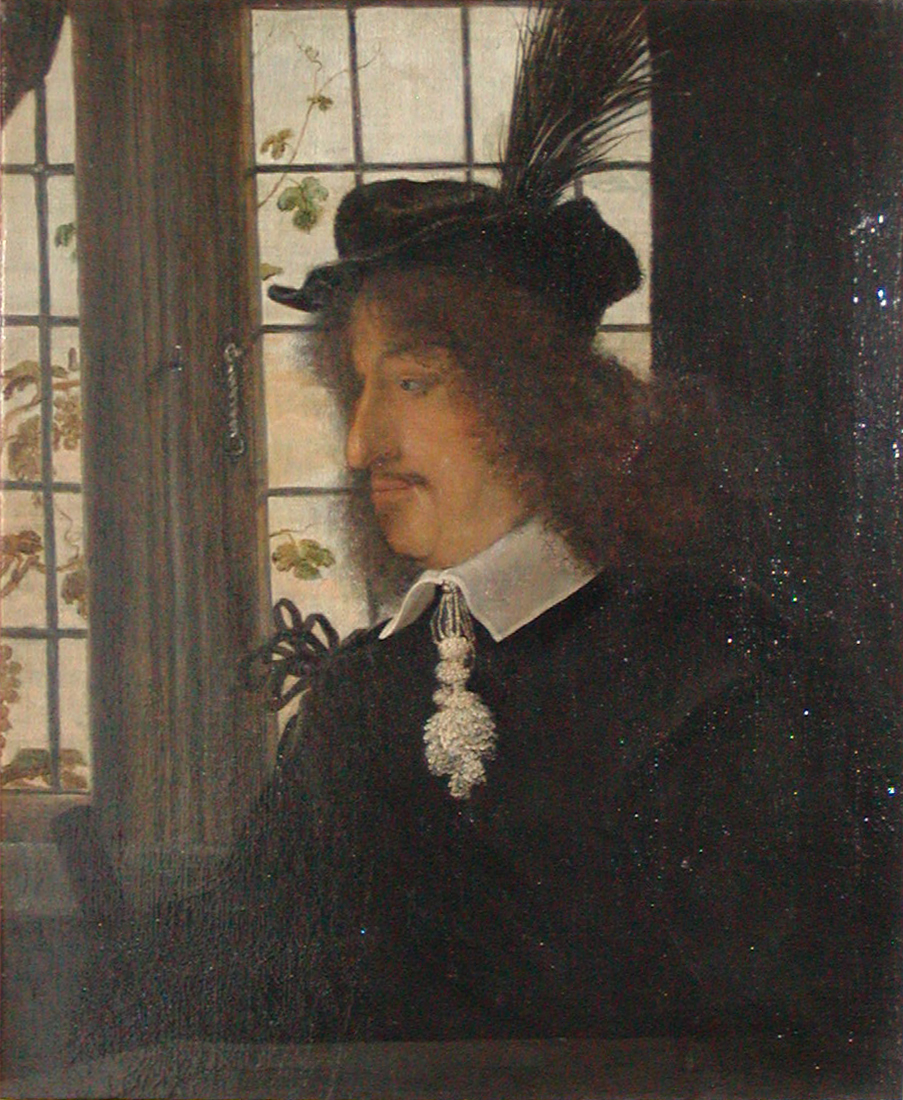

În primii săi ani de domnie, Rigsraadet (consiliul regal) a fost principalul centru de putere al politicii daneze. Totuși, Frederic deținea mai multă putere decât cea instituită de către Haandfæstning și în cele din urmă a reușit să îndepărteze din Rigsraadet doi dintre cei mai influenți membri în 1651: cumnatul său Corfitz Ulfeldt și guvernatorul Hannibal Sehested. Ulfeldt a plecat în exil în Suedia unde a devenit trădător iar Sehested a reintrat în grații în 1660.
Frederic a privit ascensiunea lui Carol al X-lea al Suediei de la 6 iunie 1654 ca o sursă de pericol pentru Danemarca. După ce Carol al X-lea a invadat Polonia, Frederic considerând aceasta o ocazie convenabilă a rupt relațiile cu Suedia. Când Rigsdagen s-a întrunit la 23 aprilie 1657 a acordat subvenții pentru mobilizare și alte cheltuieli militare. La 23 aprilie el a primit avizul majorității Rigsraadet pentru a ataca dominioanele suedeze din Germania. La 1 iunie Frederic a semnat manifestul care justifica războiul, un război care nu a fost niciodată în mod oficial declarat. În cele din urmă, convins de miniștri englezi și francezi, Carol al X-lea al Suediei a acceptat mutilarea Danemarcei decât  anihilarea monarhiei daneze. Tratatul de la Taastrup a fost semnat la 18 februarie iar Tratatul de la Roskilde la 26 februarie 1658. Prin acest ultim tratat, Danemarca a abandonat Suediei provinciile sale din sudul peninsulei scandinave (Skåne, Blekinge, Halland, Bohuslän).
Încheierea păcii a fost urmată de un episod surprinzător. Frederic și-a exprimat dorința de a face cunoștință cu cuceritorul său iar Carol al X-lea a fost de acord să-i fie oaspete timp de trei zile la Palatul Frederiksborg. Splendidele banchete care au durat până târziu în noapte și conversațiile private între suveranii care abiau au ieșit dintr-o luptă pe viață și pe moarte au dus la o relație de pace și prietenie în viitor.

### Cristian al V-lea al Danemarcei

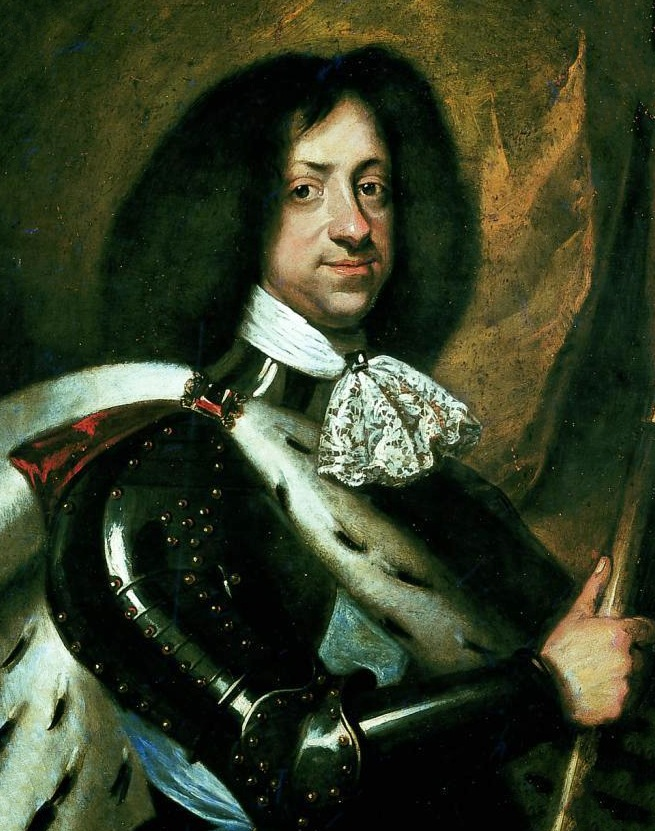

Reacția lui Cristian de a apela la oamenii de rând poate fi explicată prin faptul că a permis danezilor obișnuiți să intre în serviciul de stat, dar încercările sale de a restrânge influența însemnau continuarea tatălui său față de absolutim.  Pentru a se acomoda cu non-aristocrații în serviciul de stat, el a creat noi rânduri nobile și de baroni. 
După Războiul Scanian, sora lui, prințesa Ulrike Eleonora a Danemarcei, s-a căsătorit cu regele suedez Carol al XI-lea, a cărui mamă a fost un susținător solid al ducelui de Holstein-Gottorp. În ciuda legăturilor de familie, un război între cumnați a fost aproape din nou în 1689, când Carol al XI-lea aproape a provocat o confruntare cu Danemarca, prin sprijinul său cu exilatul Cristian Albert, Duce de Holstein-Gottorp la pretențiile sale la Holstein-Gottorp în Schleswig-Holstein.
La fel ca și Carol al XI-lea, care nu a ieșit niciodată din Suedia, Cristian al V-lea a vorbit numai limba germană și daneză, si prin urmare, a fost de multe ori considerat a fi prost educat din cauza incapacității sale de a comunica cu diplomații străini. Cristian a fost, de asemenea, considerat de multe ori a fi dependent de consilieri și de surse contemporane. Monarhul danez nu a făcut nimic pentru a risipi această noțiune. În memoriile sale, el și-a enumerat lucrurile de interes principal în viața sa, și anume vânătoarea, a face dragoste, războiul și afacerile maritime.
El a introdus Codul Danez în 1683, primul cod de legi pentru toată Danemarca. Acesta a fost urmat de către Codul Norvegian în 1687. De asemenea a mai introdus registrul funciar în 1688, prin  care încerca să lucreze în afara valorii terenului a monarhiei unite, în scopul de a crea o impozitare mai exactă. În timpul domniei sale, știința a cunoscut o epocă de aur, datorită lucrărilor astronomului Ole Rømer, în ciuda lipsei de interes personal al regelui pentru cunoștințele științifice.
A murit după un accident de vânătoare și a fost înmormântat la Catedrala Roskilde.

### Frederic al IV-lea al Danemarcei

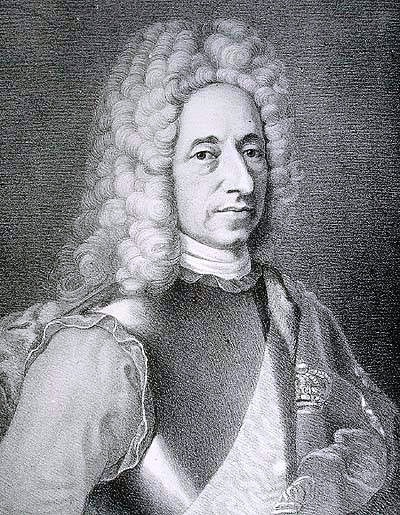

În mare parte a domniei lui Frederic al IV-lea, Danemarca a fost implicată în Marele Război Nordic (1700-1721) de partea Rusiei și împotriva Suediei. O primă întâlnire de scurtă durată în anul 1700 s-a încheiat cu o invazie suedeză și amenințările din partea puterilor occidentale navale din Europa. În 1709 Danemarca a intrat din nou în război încurajată de înfrângerea suedezilor la Poltava. Frederic al IV-lea a comandat trupele daneze în bătălia de la Gadebusch în 1712. Deși Danemarca s-a situat de partea victorioasă, ea nu a reușit să recucerească posesiunile pierdute din sudul Suediei. Cel mai important rezultat a fost distrugerea ducatului pro-suedez de Holstein-Gottorp restabilind dominația Danemarcei în Schleswig-Holstein.
Cea mai importantă reformă internă a fost abolirea în 1702 a așa numitului vornedskab, un fel de iobăgie. Eforturile sale au fost în mare parte în zadar din cauza introducerii iobăgiei în 1733.
După război, comerțul și cultura au înflorit. Primul teatru danez, Lille Grönnegade a fost creat și marele dramaturg Ludvig Holberg și-a început cariera. De asemenea, colonizarea Groenlandei fost inițiată de către misionarul Hans Egede. Din punct de vedere politic această perioadă a fost marcată de conexiunea regelui cu familia Reventlows, rudele Holsteiner ale ultimei regine și de suspiciunea sa în creștere față de vechea nobilime.
În timpul domniei lui Frederic, Copenhaga a fost lovită de două catastrofe naturale: ciuma din 1711 și marele incendiu din octombrie 1728 care a distrus cea mai mare parte din capitala medievală. Deși regele a fost convins de către Ole Rømer să introducă calendarul gregorian în Danemarca-Norvegia în 1700, observațiile și calculele astronomului s-au pierdut în foc.

### Cristian al VI-lea al Danemarcei

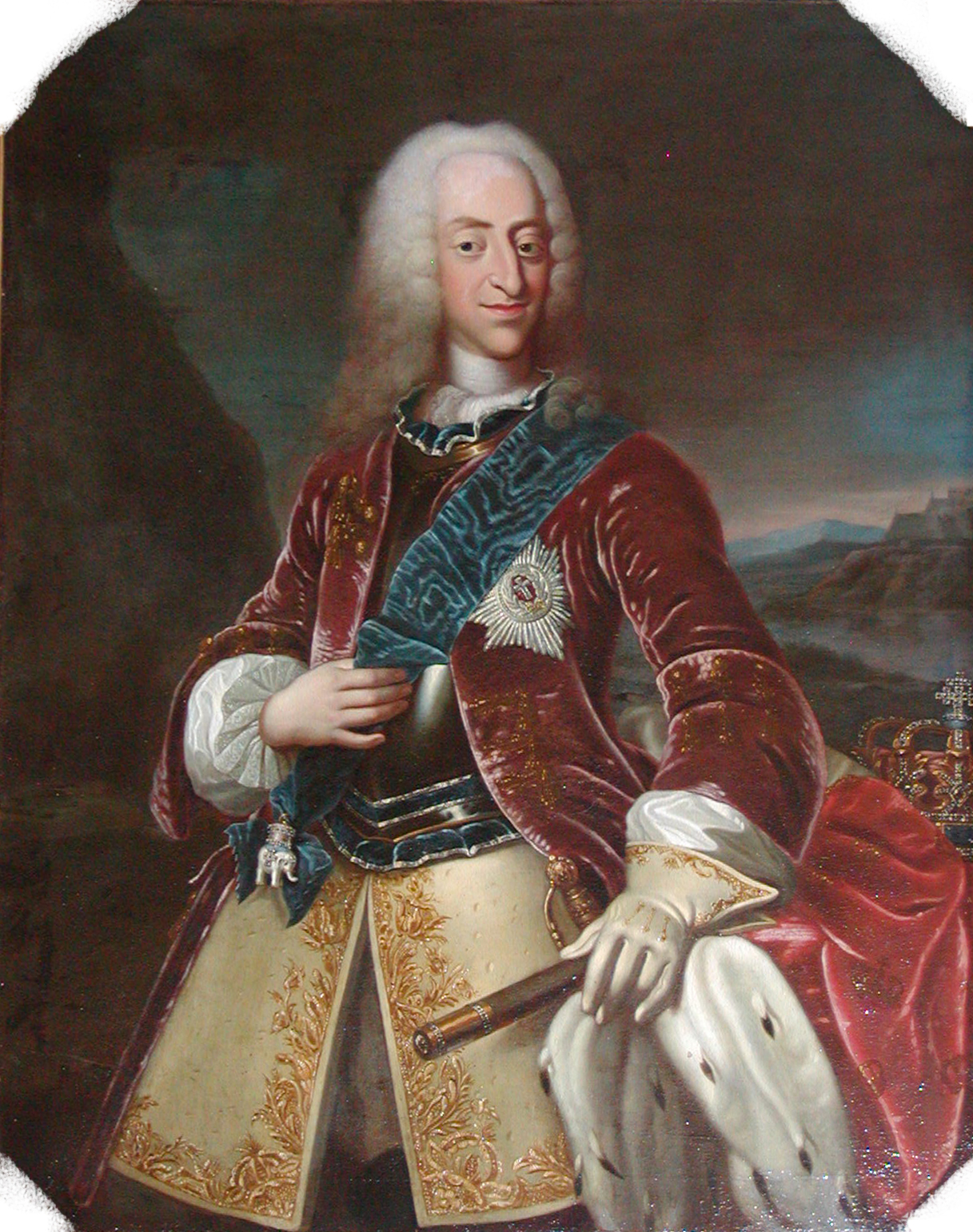

Regele a fost timid și introvertit și a rămas la fel și în public. Noul cuplu regal a trăit o viață retrasă și, deși pioși, au fost înconjurați de splendoarea luxuriantă. În spatele perdelelor lor închise a avut loc una dintre cele mai tiranice și represive vremuri ale Danemarcei. 
Pentru primii zece ani de guvernare, el s-a consultat foarte mult cu vărul său, Contele Cristian Ernst de Stolberg-Wernigerode care avea să ia parte la aproape totul, de la concedierea bucătarilor reginei până la politicile de alianță. El l-a susținut pe rege cât de mult a fost posibil pentru a menține o alianță cu englezii, care a condus la căsătoria dintre fiica lui George al II-lea al Marii Britanii cu fiul cel mare a regelui. 
Actul principal national al lui Cristian a fost introducerea unei legi care îi forța pe tărani să rămână la casele lor, și prin care țărănimea era supusă atât nobilimii locale cât și armatei. Deși ideea din spatele acestei legi a fost, posibil, pentru a asigura un număr constant de soldați țărani, mai târziu a fost privată ca subjugarea țărănimii daneze. Actul a fost abolit în 1788.
Politica externa a lui a fost una pașnică iar Danemarca a rămas strict neutră. În comerț și industrie, a fost o epocă de avansare, fiind fondate unele companii și bănci. Planurile sale de a-și face singura fiică Regian a Suediei în timpul alegerilor moștenitorului pentru tronul suedez vacant în 1742 - 1743, printr-un angajament cu Prințul de Zweibrücken-Birkenfeld, care a acționat în calitate de candidat al Franței, nu s-au îndeplinit niciodată.

### Frederic al V-lea al Danemarcei

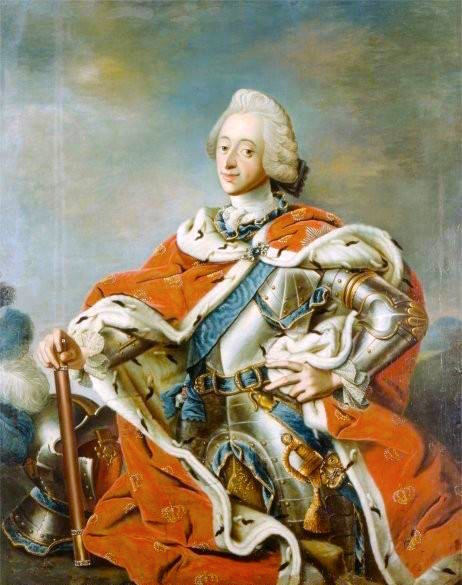

Cea mai importantă reformă internă a lui a fost abolirea în 1702 așa-numitului vornedskab, un fel de servitute care căzuse pe țăranii din Noua Zeelandă în Evul Mediu târziu. Eforturile sale au fost în mare parte în zadar.
După război, comerțul și cultura au înflorit. A fost creat primul teatru danez, Lille Grönnegade. Politca în această perioadă a fost marcată de conexiune regelui la Reventlows, rudele Holsteiner a ultimei regine și suspiciunea lui crescândă față de nobilimea veche.
În timpul domniei lui Frederick de la Copenhaga acesta a fost lovit de două dezastre: ciuma din 1711 și marele incendiu din octombrie 1728, care a distrus cea mai mare din capitala medievală. Deși regele a fost convins de către Ole Rømer de a introduce calendarul gregorian în Danemarca-Norvegia în 1700, observațiile și calculele astronomului au fost printre comorile pierdute în foc.
După ce a vizitat de două ori Italia, Frederick a construit două palate în stil baroc italian: Frederiksberg Palatul, care a fost prelungit în timpul domniei sale, când a fost transformată într-o cladire în formă de H cu trei etaje și a fost finalizată în 1709 de către Johan Conrad Ernst, oferind un adevărat aspect de palat în stilul baroc italian și Fredensborg Palace (Palatul Păcii), ambele monumente luate în considerare la încheierea Marelui război de Nord.

### Cristian al VII-lea al Danemarcei

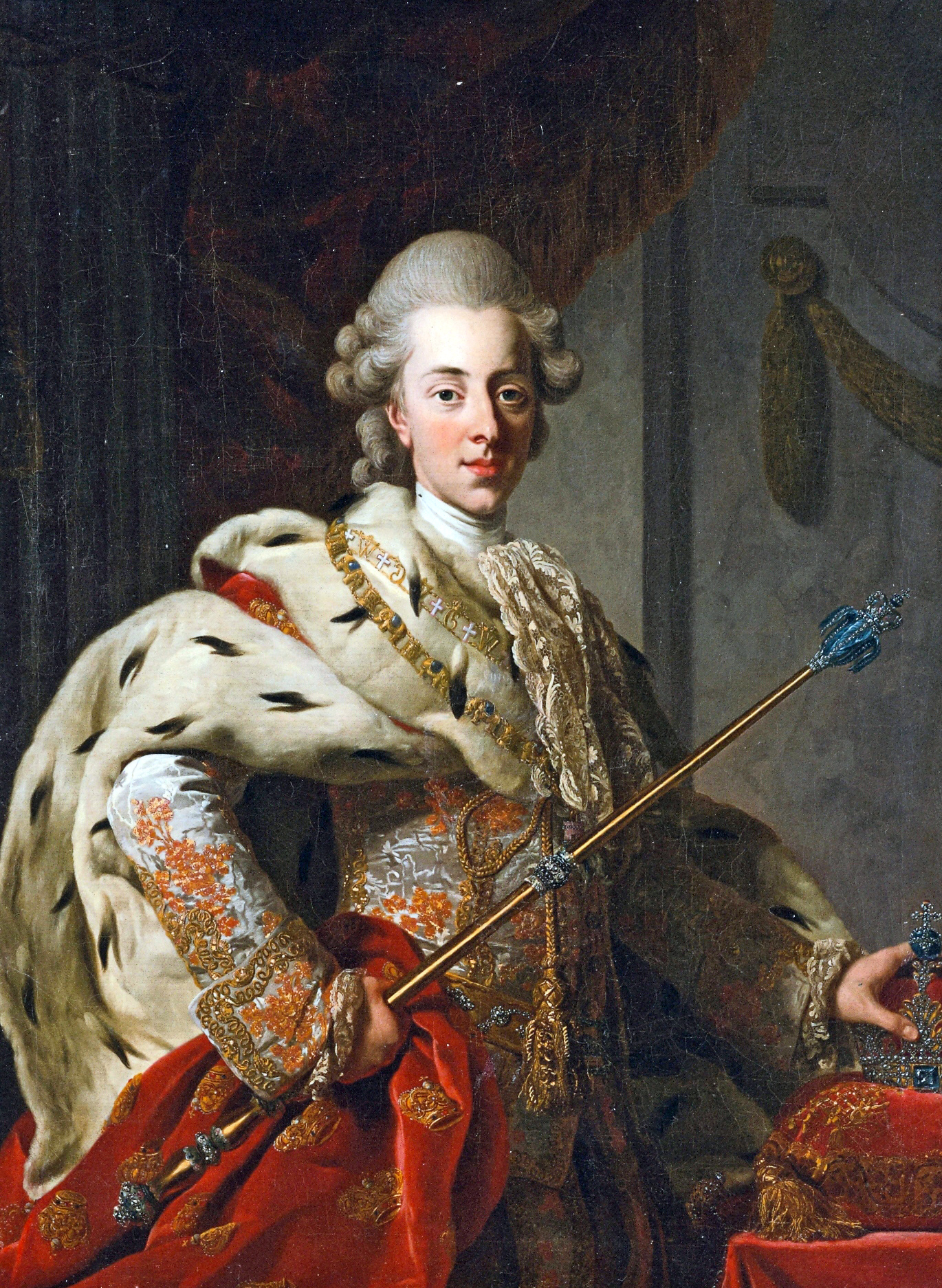

După căsătoria de la 8 noiembrie 1766 cu verișoara sa Caroline Matilda de Wales, sora regelui George al III-lea al Marii Britanii, Christian s−a abandonat exceselor în special depravării. În 1767 a început o relație cu curtezana Støvlet-Cathrine. A declarat public că n-o poate iubi pe Caroline Matilda, deoarece „este demodat să-ți iubești soția”. În cele din urmă s-a scufundat într-o stare de stupoare mintală. Simptomele din această perioadă au inclus paranoia, automutilarea și halucinațiile. Neglijata Caroline a început o relație cu Johann Friedrich Struensee, regent al Danemarcei.
În 1772, mariajul regelui cu Caroline s-a terminat printr-un divorț. Struensee a fost arestat și executat în același an. Christian a semnat arestarea lui Struensee cu indiferență, sub presiunea mamei sale vitrege, Juliana Maria de Braunschweig-Wolfenbüttel. Carolinei i s-a retras titlul regal însă nu și copiilor. În cele din urmă aceasta a părăsit Danemarca și a trăit în exil. A murit de scarlatină la 11 mai 1775 la vârsta de 23 de ani.
Începând cu anul 1772, Christian a fost rege numai nominal. Din 1772 până în 1784 Danemarca a fost condusă de mama vitregă a lui Christian, Juliana Maria de Braunschweig-Wolfenbüttel, fratele său vitreg Prințul Frederick al Danemarcei și de politicianul danez Ove Høegh-Guldberg. Din anul 1784, fiul său Frederick al VI-lea al Danemarcei a domnit permanent ca prinț regent. Această regență a fost marcată de reforme liberale însă și de începutul dezastrelor cauzate de războaiele napoleoniene.

### Frederic al VI-lea al Danemarcei

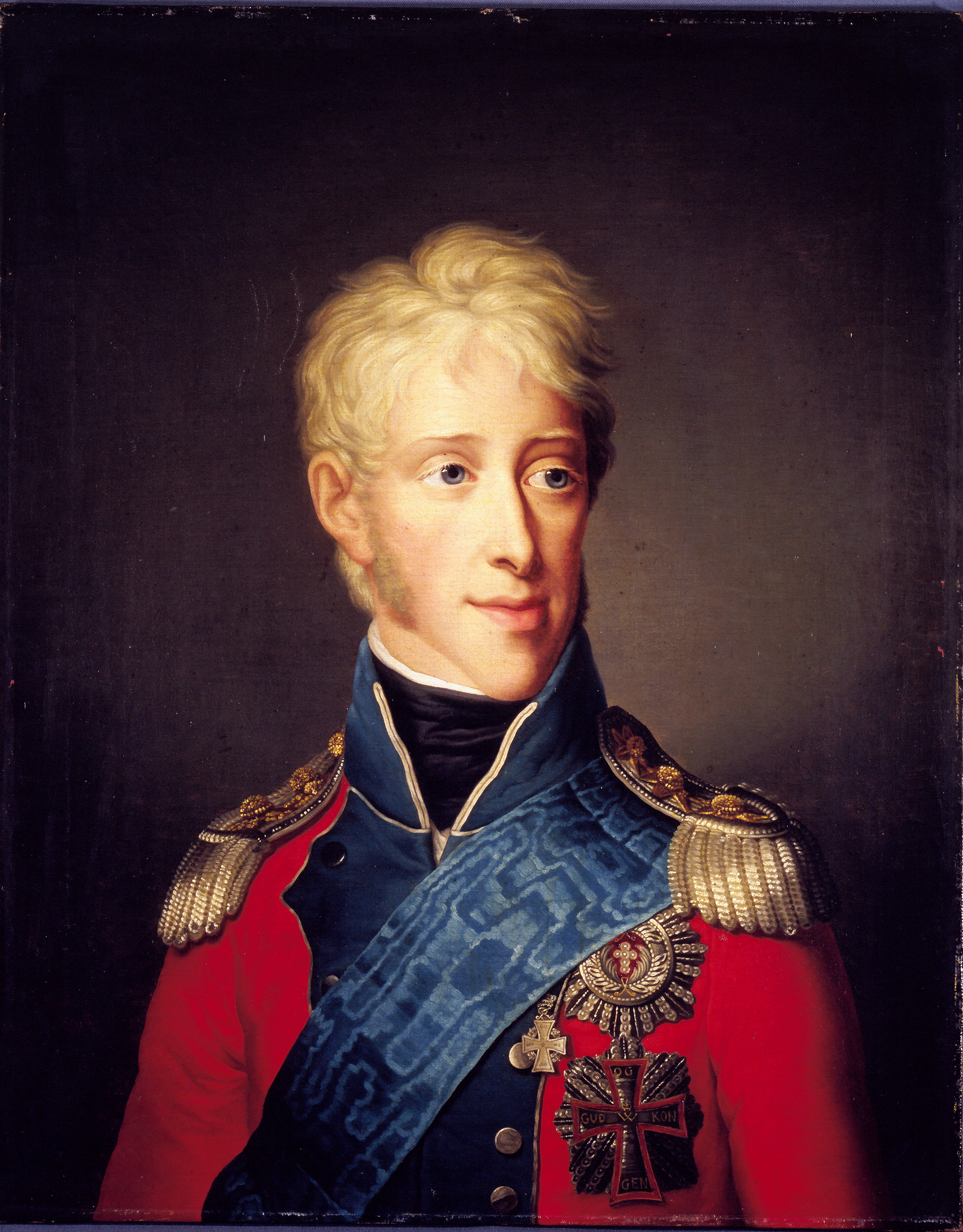

Frederic a fost încoronat rege al Danemarcei la 13 martie 1808. În 1809 după detronarea lui Gustav al IV-lea al Suediei tronul suedez devine vacant. Frederic a fost interesat și s-a prezentat drept candidat la succesiune. De fapt, Frederic a fost primul monarh al Danemarcei și Norvegiei descendent din Gustav I al Suediei cel care obținuse independența Suediei (1523) după o perioadă de uniune cu celelalte țări scandinave. Cu toate acestea, în 1810, a fost ales ca prinț moștenitor al Suediei mareșalul francez Jean-Baptiste Bernadotte.
După înfrângerea în războaiele napoleoniene în 1814 și pierderea Norvegiei, spre sfârșitul domniei, Frederic al VI-lea a renunțat la ideile liberale și a guvernat cu autoritate. Cenzura și suprimarea oricărei opoziții, o stare proastă a economiei daneze au reprezentat o perioadă întunecată a domniei sale.
Din 1834 regele a acceptat fără tragere de inimă o mică inovație democratică prin crearea Adunărilor de Succesiune (aveau rol pur consultativ).

### Cristian al VIII-lea al Danemarcei

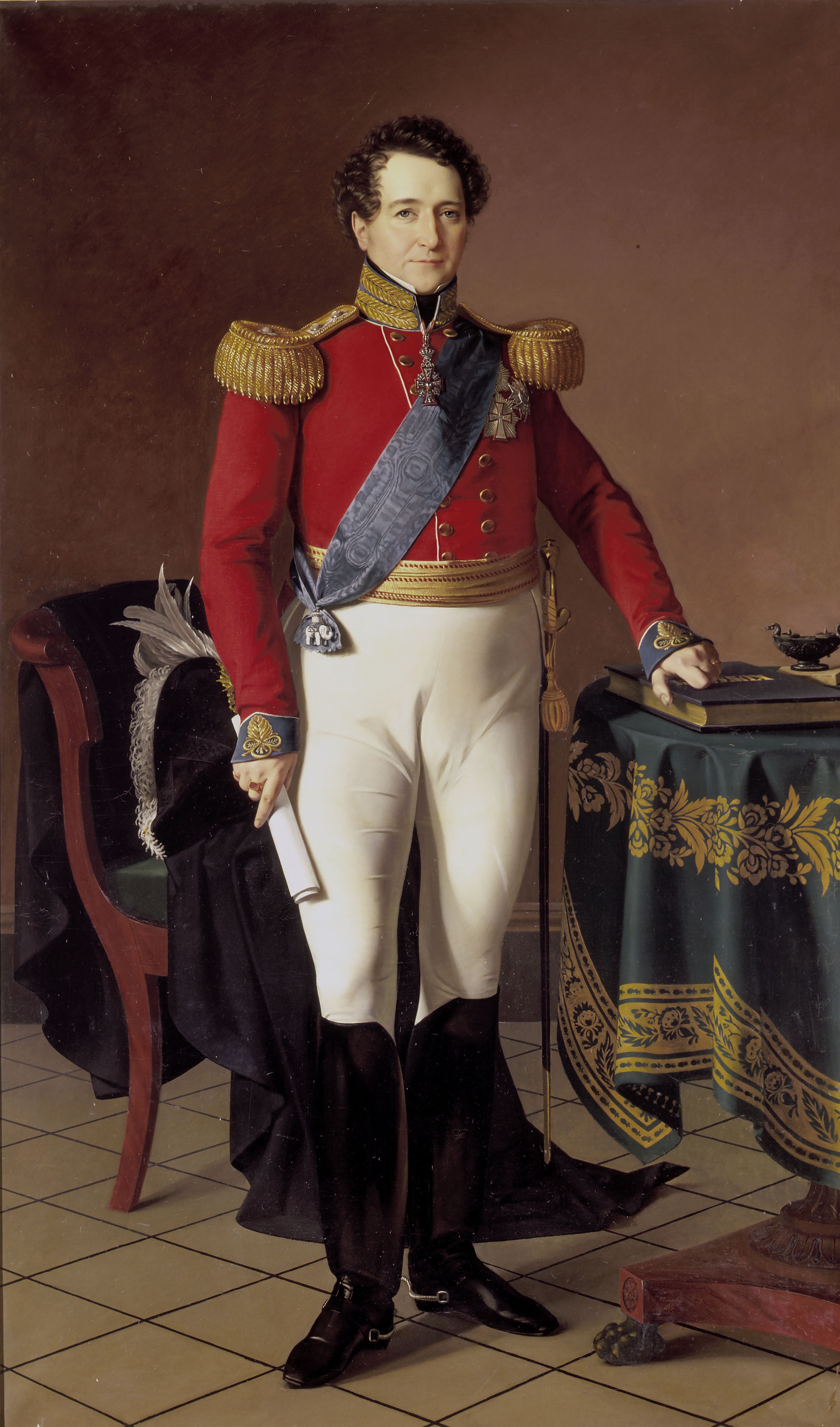

#### Rege al Norvegiei
Christian a încercat să atragă interesul marilor puteri asupra cauzeei Norvegiei însă nu a avut succes. Fiind presat de comisarii puterilor aliate în legătură cu uniunea dintre Norvegia și Suedia în conformitate cu termenii Tratatului de la Kiel, și întoarcerea în Danemarca, el a replicat că fiind rege constituțional nu poate face nimic fără acordul parlamentului, care nu poate fi convocat până nu se suspendă ostilitățile din partea Suediei.
Suedia a refuzat condițiile lui Christian și a urmat o scurtă campanie în care armata norvegiană a fost învinsă de forțele suedeze ale Prințului Carol. Scurtul război a fost în cele din urmă încheiat de Convenția de la Moss la 14 august 1814. Potrivit acestui tratat, regele Christian Frederick a transferat puterea executivă Parlamentului apoi a abdicat și s-a întors în Danemarca. Parlamentul la rândul său a adoptat amendamentele constituționale necesare pentru a permite uniunea cu Suedia și, la 4 noiembrie carol al XIII-lea al Suediei a devenit rege al Norvegiei.

#### Rege al Danemarcei
Din acel moment, principiile democratice suspecte ale lui Christian l-au facut persona ingratissima la toate curțile reacționare europene, inclusiv la propria sa curte. El și cea de-a doua soție, Prințesa Caroline Amalie de Schleswig-Holstein-Sonderburg-Augustenburg (fiica lui Louise Augusta a Danemarcei, singura soră a lui Frederick al VI-lea), cu care s-a căsătorit la Schloss Augustenburg la 22 mai 1815, au trăit retrași. 
Până în 1831 bătrânul rege Frederick nu i-a acordat loc în consiliul de stat. La 13 decembrie 1839 a urcat pe tronul Danemarcei sub numele de Christian al VIII-lea. Partidul liberal a avut mari speranțe de la "dătătorul constituției" însă el și-a dezamăgit admiratorii respingând fiecare proiect liberal. Reforma administrativă a fost singura reformă pe care a promis-o. Atitudinea sa a fost ezitantă și până în 1846 nu a sprijinit clar ideea că Schleswig este o zonă daneză.

### Frederic al VII-lea al Danemarcei

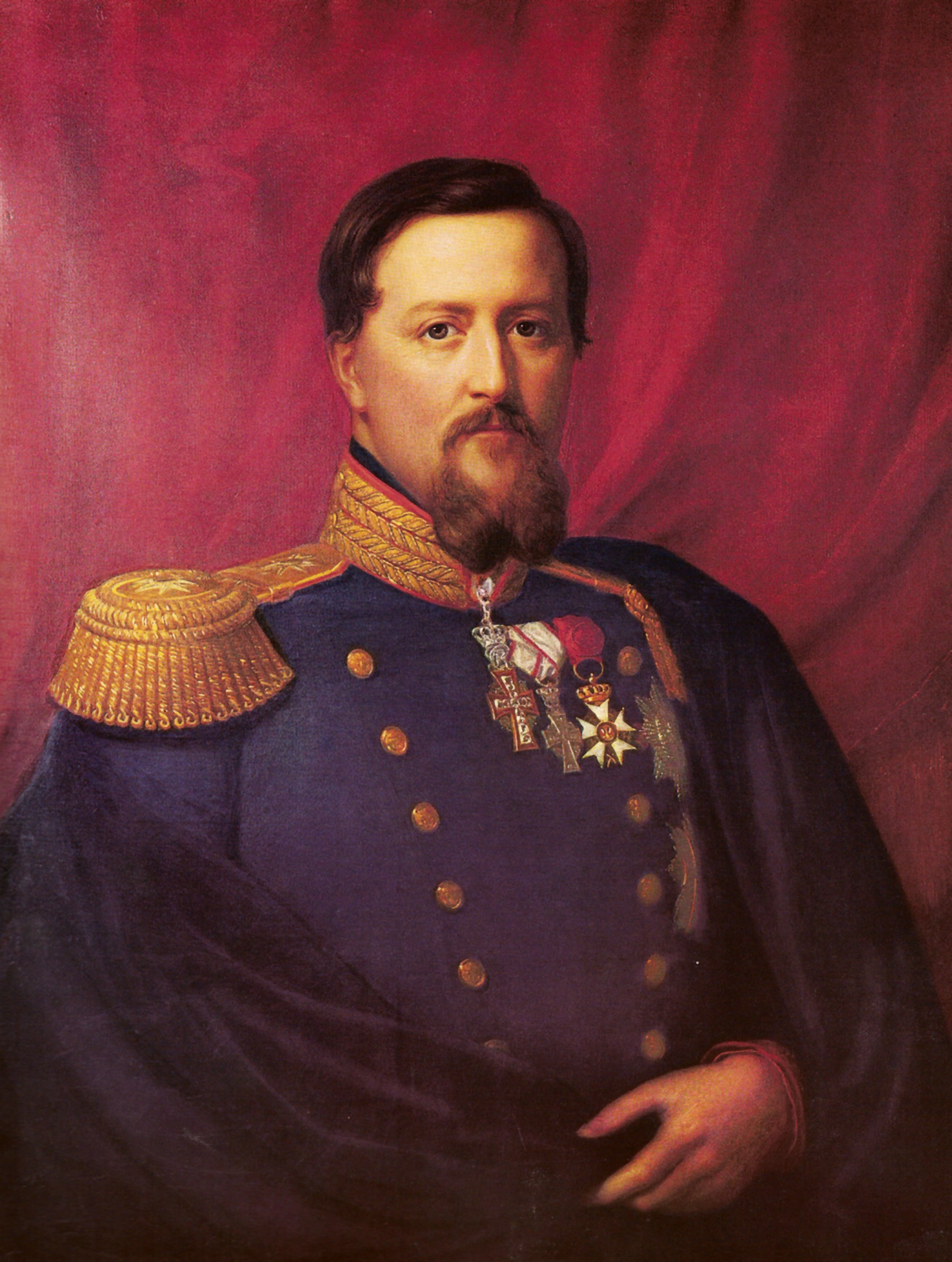

Când Frederic al VII-lea al Danemarcei i-a succedat tatălui său pe tronul danez în ianuarie 1848 el a fost imediat confruntat cu o cerere pentru o constituție a Danemarcei. Cetățenii din provincia Schleswig-Holstein doreau un stat independent în timp ce danezii doreau să mențină sudul Iutlandei ca zonă daneză. Curând, regele a cedat insistențelor daneze și în martie 1849 el a acceptat sfârșitul absolutismului, lucru care a dus la adoptarea unei constituții democratie în iunie 1849.
În timpul primului război din Schleswig împotriva puterilor germane din 1848-1851 Frederic a apărut ca "liderul național" și a fost privit aproape ca un erou de război în ciuda faptului că niciodată nu a luat parte activă la lupte. În timpul domniei sale, Frederic s-a purtat ca un monarh constituțional. Totuși el nu a renunțat complet să intervină în politică. În 1854 a contribuit la căderea puternicului cabinet conservator Ørsted și în 1859-60 a acceptat un guvern liberal care a fost numit la inițiativa soției sale, Louise Rasmussen.
În timpul crizei ducatelor din 1862–63 cu puțin timp înainte de decesul său, el a vorbit deschis de o cooperare militară inter-scandinavă. Aceste crize minore au creat fricțiuni și au menținut o insecuritate permanentă însă acest lucru nu a micșorat popularitatea sa. Domnia lui Frederic al VII-lea a fost epoca de aur a partidului național liberal din Danemarca care a deținut puterea din 1854. Această perioadă a fost marcată de anumite reforme politice și economice, cum ar fi începutul demolării meterezelor înconjurătoare la Copenhaga în 1857 și introducerea unui comerț liber.